# فوروس (کریمه)
فوروس (به لاتین: Foros) یک منطقهٔ مسکونی در اوکراین است که در شبه‌جزیره کریمه واقع شده‌است. فوروس ۱٬۸۴۴ نفر جمعیت دارد و ۵۰ متر بالاتر از سطح دریا واقع شده‌است.